# دولة استخباراتية

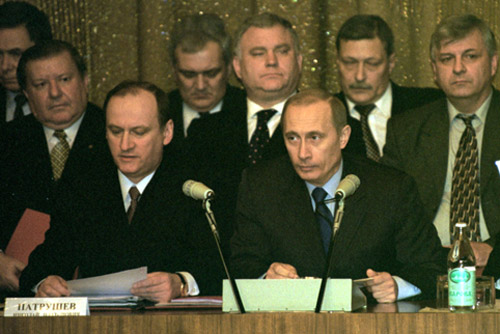

الدولة الاستخباراتية (المعروفة أيضًا باسم الدولة الأمنية أو دولة مكافحة التجسس أو دولة حكم الرعب) هي دولة تخترق فيها هيئة المخابرات الحكومية جميع المؤسسات المجتمعية ومن ضمنها الجيش. استخدم المؤرخون والمؤلفون السياسيون هذا المصطلح للإشارة إلى الاتحاد السوفيتي السابق، بالإضافة إلى الجمهورية الألمانية الديمقراطية (ألمانيا الشرقية) السابقة وكوبا بعد ثورة عام 1959 والعراق تحت حكم صدام حسين وروسيا الاتحادية بعد سقوط الاتحاد السوفييتي تحت حكم فلاديمير بوتين، والولايات المتحدة الأمريكية خصوصًا بعد كشف التنصت العالمي.
وفقًا لهذا التعريف، «تتصف الدولة الاستخباراتية بوجود قوة نخبوية كبيرة تلعب دور الرقيب الأمني بشكل يسمح للدولة بالإبقاء على وعي كامل بالأحداث وجهاز تنفيذي قوي.. لا يعتبر هذا الجهاز مسؤولًا عن الشعب ويتمتع بصلاحيات أمنية واسعة.. أما قدرة الحكومة المدنية على التحكم بالأجهزة الأمنية فهو سؤال مفتوح؛ إذ تكون الحكومة بالتأكيد مخترقة من قبل الجهاز الأمني لدرجة لا يبقى معها مجال للتمييز بين الاثنين».
في بعض الحالات، تتضمن سياسة الدولة الأمنية حكمًا مباشرًا للدولة من قبل الأجهزة الأمنية، ومن الأمثلة على ذلك نذكر الاتحاد السوفيتي تحت حكم لافرينتي بيريا ويوري أندروبوف، وروسيا الاتحادية تحت حكم فلاديمير بوتين.

## الاتحاد السوفيتي
كانت لجنة أمن الدولة السوفيتية (كي جي بي) جهازًا أمنيًا ضخمًا في الاتحاد السوفييتي قادرًا على قمع أي معارضة، وكانت «جميع جوانب الحياة اليومية ضمن مجال اختصاص الكي جي بي».
تضمن كادر العمل السري للكي جي بي ثلاث مجموعات عمل أساسية:
1. قوات الاحتياط العاملة.
2. المعارف الموثوقون أو «الأشخاص الثقة».
3. المخبرون المدنيون أو «المساعدون السريون».

تضمنت مجموعة قوى الاحتياط العاملة ضباط الكي جي بي ذوي الرتب العسكرية ممن عملوا بشكل سري. كان المعارف الموثوقون أشخاصًا مدنيين في مناصب رفيعة تعاونوا مع لجنة أمن الدولة دون توقيع أي اتفاق عمل رسمي، ومن أمثلتهم رؤساء الأقسام ومدراء العديد من المؤسسات والأكاديميات والمعاهد بالإضافة إلى الكتاب والصحفيين والممثلين. كان المخبرون المدنيون مواطنين مجندين سريًا للعمل مع الكي جي بي، أحيانًا باستخدام وسائل إكراهية (مثل الابتزاز). ما زال العدد الكلي للعاملين في كل من هذه المناصب مجهولًا حتى الآن، لكن أحد التقديرات يقدر عدد المخبرين في الاتحاد السوفييتي بنحو 11 مليون مخبر، أي واحد من كل ثمانية عشر مواطنًا بالغًا.

## الولايات المتحدة الأمريكية
يشبه وليام بيني، الموظف السابق في وكالة الأمن القومي الأمريكية، وسائل عمل الوكالة ونشاطاتها بالشرطة السرية النازية (غيستابو) أو أمن الدولة في ألمانيا الشرقية الاشتراكية (شتازي)، ويصف وكالة الأمن القومي بأنها مؤسسة فاسدة ومتعطشة للسلطة. يصل بيني للقول إن الولايات المتحدة الأمريكية ليست بعيدة عن التحول إلى دولة شمولية.